# Niederländische Wasserballnationalmannschaft der Männer

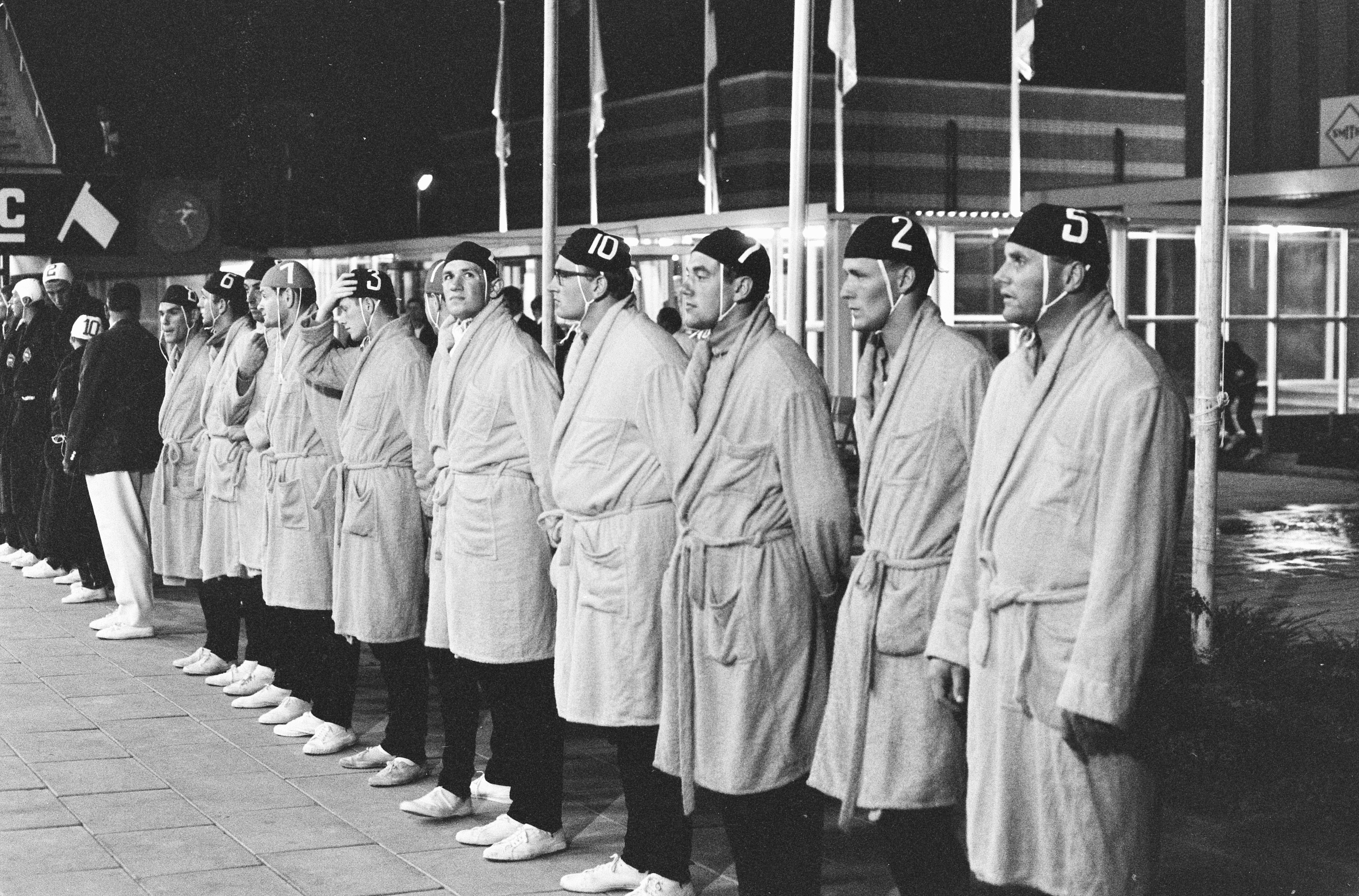
Die niederländische Nationalmannschaft bei der Europameisterschaft 1966 in Utrecht

Die niederländische Wasserballnationalmannschaft der Männer ist die Nationalmannschaft der niederländischen Männer in der Sportart Wasserball (niederländisch: Waterpolo). Sie vertritt die Niederlande bei internationalen Wettbewerben wie Olympischen Spielen, Weltmeisterschaften oder Europameisterschaften. Die organisatorische Verantwortung liegt beim Königlich Niederländischen Schwimmverband (Koninklijke Nederlandse Zwembond, KNZB).
Die größten Erfolge der Nationalmannschaft der Männer waren die olympischen Bronzemedaillen bei den Olympischen Spielen 1948 und 1976 sowie der Europameistertitel 1950 und die Bronzemedaille bei der Europameisterschaft 1938.

## Erfolge

### Olympische Spiele
Die niederländische Mannschaft qualifizierte sich für die Teilnahme an 17 olympischen Wasserballturnieren:
- 1908: 4. Platz
- 1920: 5. Platz
- 1924: 7. Platz
- 1928: 5. Platz
- 1936: 5. Platz
- 1948: Bronzemedaille
- 1952: 5. Platz
- 1960: 8. Platz
- 1964: 8. Platz
- 1968: 7. Platz
- 1972: 7. Platz
- 1976: Bronzemedaille
- 1980: 6. Platz
- 1984: 6. Platz
- 1992: 9. Platz
- 1996: 10. Platz
- 2000: 11. Platz

### Weltmeisterschaften
Die niederländische Nationalmannschaft konnte sich für die Teilnahme an sieben Wasserballweltmeisterschaften qualifizieren:
- 1973: 8. Platz
- 1975: 7. Platz
- 1978: 13. Platz
- 1982: 4. Platz
- 1986: 14. Platz
- 1994: 8. Platz
- 2001: 9. Platz

### Europameisterschaften
- 1926: keine Teilnahme[3]
- 1927: 11. Platz
- 1931: keine Teilnahme
- 1934: 9. Platz
- 1938: Bronzemedaille
- 1947: 5. Platz
- 1950: Europameister
- 1954: 4. Platz
- 1958: 6. Platz
- 1962: 6. Platz
- 1966: 8. Platz
- 1970: 5. Platz
- 1974: 4. Platz
- 1977: 5. Platz
- 1981: 8. Platz
- 1983: 6. Platz
- 1985: 7. Platz
- 1987: keine Teilnahme
- 1989: 8. Platz
- 1991: 9. Platz
- 1993: 8. Platz
- 1995: 10. Platz
- 1997: 9. Platz
- 1999: 12. Platz
- 2001: 10. Platz
- 2003: 11. Platz
- 2006: 10. Platz
- 2008: keine Teilnahme
- 2010: keine Teilnahme
- 2012: 10. Platz
- 2014: keine Teilnahme
- 2016: 12. Platz
- 2018: 10. Platz
- 2020: 15. Platz
- 2022: 11. Platz
- 2024: 11. Platz